# Anthomyia mimetica
Anthomyia mimetica este o specie de muște din genul Anthomyia, familia Anthomyiidae. A fost descrisă pentru prima dată de Malloch în anul 1918. Conform Catalogue of Life specia Anthomyia mimetica nu are subspecii cunoscute.